# 橘家神道
橘家神道（きっけしんとう）は、橘氏伝来とされる神道説。江戸時代に玉木正英によって整備・普及された。

## 概要
玉木正英は、はじめ下御霊神社の出雲路信直から神道を学んだ。その後、垂加神道を創設した儒者・神道家の山崎闇斎の高弟で、その死後に垂加神道の正統な後継者となった正親町公通に弟子入りし、垂加神道の秘説を学び、後に正統な後継者として認められた。
正英は、橘氏（堂上薄家）の後胤である薄田以貞（すすきだ これただ）と同族であったので、彼より橘諸兄伝来とされる神道説を伝授され、これを垂加神道説と結びつけて橘家神道を整備するに至った。
橘家神道は、蟇目・鳴弦の秘伝や神軍伝を持つなど、兵法的な要素が強く、中世の兵法流派の影響を受けていると考えられる。